# Провера пола у спорту
Провера пола у спорту (позната и као родна верификација, или слободно одређивање пола или тест полова) је питање провере подобности спортисте да се такмичи у спортском догађају који је ограничен на само један пол. Питање се појавило више пута на Олимпијским играма и другим спортским такмичењима где се тврдило да су мушки спортисти покушавали да се такмиче као жене, или да жена има интерсексуално стање које даје наводну неправедну предност.
Први обавезни тест за пол који је издала Међународна асоцијација атлетске федерације за спортисткиње је био у јулу 1950. године у пре Европског првенства у Белгији. Сви спортисти су тестирани у својим земљама. Тестирање пола на утакмицама почело је на Европском првенству у атлетици 1966. године као одговор на сумњу да су неке од најбољих спортисткиња из Совјетског Савеза и Источне Европе заправо мушкарци. На Олимпијади је тестирање уведено 1968. У неким случајевима, политике су довеле до тога да су спортисти присиљени да прођу непотребне операције, као што је сакаћење женских гениталија и стерилизација. Не само да су извештаји показали да су тестовима физички погођене спортисткиње, већ су такође показали да такви тестови могу проузроковати психолошку штету женама. Тестови за верификацију пола могу да створе кризу сексуалног идентитета, понижавајуће реакције, социјалну изолацију, депресију и самоубиство.

## Историјат
У почетку, верификација пола је била у облику физичких прегледа. Касније се развило у тестирање хромозома, а касније у тестирање тестостерона. Провера XX или XY хромозома није увек једноставна да би се утврдило да ли је спортиста недвосмислено жена или мушкарац. Фетуси почињу да се развијају као недиференцирани, а SRY ген, који се најчешће - али не увек - налази на Y хромозому, укључује различите хормоне који разликују бебу као мушкарца. Понекад, људи са два X хромозома могу да се развију хормонално или фенотипски као мушкарци, а људи са XY могу се развити хормонално или фенотипски као женке.

### Физичка провера
Председник Олимпијског комитета Сједињених Држава Ејвери Брандиџ затражио је, током или недуго након летњих олимпијских игара у Берлину 1936. године, да се успостави систем за испитивање спортиста. Према чланку часописа Тајм о хермафродитима, Брандиџ је осећао потребу да разјасни „сексуалне нејасноће” након што је посматрао наступ чехословачког тркача и скакача Здењека Коубека и енглеског бацача копља Марије Едит Луис Вестон. Оба појединца су касније имала операцију промене пола и легално су променили своја имена, у Здена Коубек и Марк Вестон. Тестови за верификацију пола започели су 1950. године на иницијативу Међународног удружења атлетске федерације, користећи физичке прегледе. Холандска атлетичарка Фукје Дилема добила је доживотну забрану у јулу 1950. године. Међународни олимпијски комитет је 1968. године започео са истом праксом. У почетку, спортисткиње су биле замољене да се представе пред групом лекара. Током времена, ови тестови су били обавезни за спортисткиње, због страха да ће мушки спортисти представљати спортисткиње и имати неправедну предност над својим конкурентима.

### Тестирање хромозома и хормона
Тестирање хромозома уведено је од стране Међународног олимпијског комитета током летњих олимпијских игара 1968. Ово тестирање се односило за Y хромозом, и дизајнирано је да идентификује мушкарце који су потенцијално прикривени као жене. Овај метод тестирања је касније укинут, јер се показало да је нејасан у идентификовању мушкости. У августу 2009. јужноафрички атлетичар Кастер Семења био је подвргнут обавезном тестирању за верификацију пола. Након случаја Семења, тестирање на тестостерон је уведено како би се идентификовали случајеви у којима је ниво тестостерона био повишен изнад одређеног нивоа, назван хиперандрогенизам, а национални олимпијски комитети су задужени од стране МОК-а да „активно истраже било какво уочено одступање у полним карактеристикама”.

### Тестирање код мушкараца
Верификација пола се не спроводи код мушкараца спортиста, оних који се такмиче у мушкој категорији, а мало је података о њиховим хромозомима или профилима хормона. Међутим, истраживање обављено 693 спортиста, које је објавио Healy et al, објављено 2014. године, открило је значајне полне разлике у многим варијаблама. Аутори су установили да је:
16,5% мушкараца имало ниске нивое тестостерона, док је 13,7% жена имало високе нивое хормона са потпуним преклапањем између полова.
Користећи ове податке, Scientific American је проценио да је "скоро 2%" мушких конкурената имало ниво тестостерона у типичном женском распону. Аутори студије су такође навели да просечне разлике у маси мишићне масе могу да објасне разлике у перформансама између полова.

## 21. век
- Индијски спортиста и пливач Пратима Гаонкар извршио је самоубиство након објављивања и јавних коментара о неуспелом тесту за верификацију пола.[12][13][14]
- Индијски тркач средње удаљености Санти Сундарајан, који је освојио сребрну медаљу на 800 метара на Азијским играма 2006. у Дохи, Катар, није прошао на тесту за верификацију пола и одузета му је медаља.[15]
- Кастер СемењаЈужноафрички тркач средње удаљености Кастер Семења освојио је 800 метара на Светском првенству у атлетици 2009. у Берлину. Након победе на Светском првенству 2009. године, објављено је да је била подвргнута испитивању полова. Потврђено је да је Семениа пристала на процес тестирања секса који је започео у Јужној Африци и да ће се наставити у Њемачкој. 6. јула 2010, ИААФ је потврдио да је Семења  добила одобрење да настави да се такмичи као жена. Резултати тестирања полова никада нису званично објављени из разлога приватности.[16]
- 2012. године, након што је женски индијска атлетичарка Пинки Праманик оптужена од стране цимерке за силовање и касније оптужена, прошла је проверу пола и проглашена је мушком особом иако она и други медицински стручњаци оспоравају те тврдње.[17]
- Четири неименоване спортисткиње из земаља у развоју подвргнуте су облику стерилизације и сакаћењу женских гениталија као део процеса који им омогућава да се такмиче. Откривено је да спортисткиње имају интерсексуално својство током тестирања тестостерона; случај је први пут објављен 2013.[18]
- Дити Ченд је дисквалификована са игара Комонвелта 2014. године у последњем тренутку након што је Атлетски савез Индије изјавио да је због хиперандрогенизма неприхватљиво да се такмичи као спортисткиња.[19] У фебруару 2016. године објављено је да МОК неће наметати максимални ниво тестостерона за летњу Олимпијаду 2016. У јуну 2016. Ченд се квалификовала да се такмичи у трци на 100 метара на летњим олимпијским играма.[20]